# Novodereviánkovski
Novodereviánkovski (del ruso: Новодеревянковский) es un posiólok del raión de Yeisk del krai de Krasnodar, en Rusia. Está situado en la orilla derecha del río Yáseni, en la península de Yeisk, 35 km al sudeste de Yeisk y 156 km al noroeste de Krasnodar, la capital del krai. Tenía 177 habitantes en 2010.
Pertenece al municipio Yéiskoye.

## Transporte
La estación de ferrocarril más cercana está en Aleksándrovka.